# Final Fantasy Crystal Chronicles: My Life as a Darklord
Final Fantasy Crystal Chronicles: My Life as a Darklord est un jeu vidéo de tower defense développé et édité par Square Enix et distribué par l'intermédiaire du service de téléchargement Wiiware. C'est le cinquième opus de la série Final Fantasy Crystal Chronicles.

## Synopsis
Comme le suggère le titre, My Life as a Darklord est la suite directe de Final Fantasy Crystal Chronicles: My Life as a King. Le protagoniste est Mira, la fille du Darklord, qui est l'antagoniste de My Life as a King. Elle vit dans une tour qu'elle doit défendre des maraudeurs aventuriers en la peuplant de monstres et de pièges. Le joueur progresse dans le jeu en combattant des hordes de créatures qui essaient de détruire le cristal qui est au sommet de la tour.

## Critiques
My Life as a Darklord a reçu nombre de critiques positives. IGN lui a attribué une note de 8,1 sur 10, le décrivant comme "un jeu de stratégie amusant et hors concours sur WiiWare", et faisant l'éloge d'un gameplay poussant ladite console dans ses derniers retranchements.
Eurogamer a donné au jeu un 7 sur 10 et fait lui aussi l'éloge du gameplay.